# Île Champ
L'île Champ (en russe : Остров Чамп, Ostrov Champ) est une île de la terre François-Joseph.

## Géographie
D'une superficie de 374 km2, l'île est totalement glacée à l'exception d'une longue zone dans le sud-ouest. Son point culminant est à 507 m d'altitude. C'est l'île la plus au sud de la Terre de Zichy. À son nord se situe l'île Luigi, à son nord-est, l'île Salisbury et à l'ouest, le large canal de Markham.
Son extrémité sud-ouest porte le nom de cap Clare. 

## Histoire
Elle a été nommée en l'honneur de William S. Champ, chef de l'opération de secours lancée à la recherche de l'expédition d'Anthony Fiala. 
En août 2006, un ski d'une centaine d'années y a été retrouvé au cap Trieste.

## Les pierres rondes

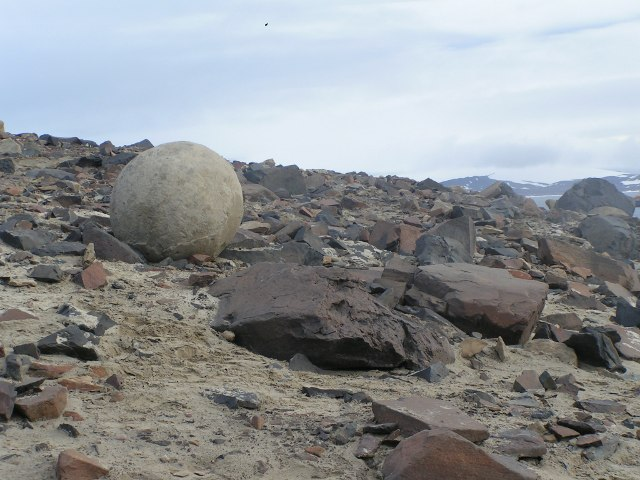
Les pierres rondes

L'île est célèbre pour ses grosses pierres sphériques éparpillées autour des côtes. L'origine de ses pierres reste inconnue. Ces pierres ont rendu l'île populaire auprès des touristes.

## Vue satellite

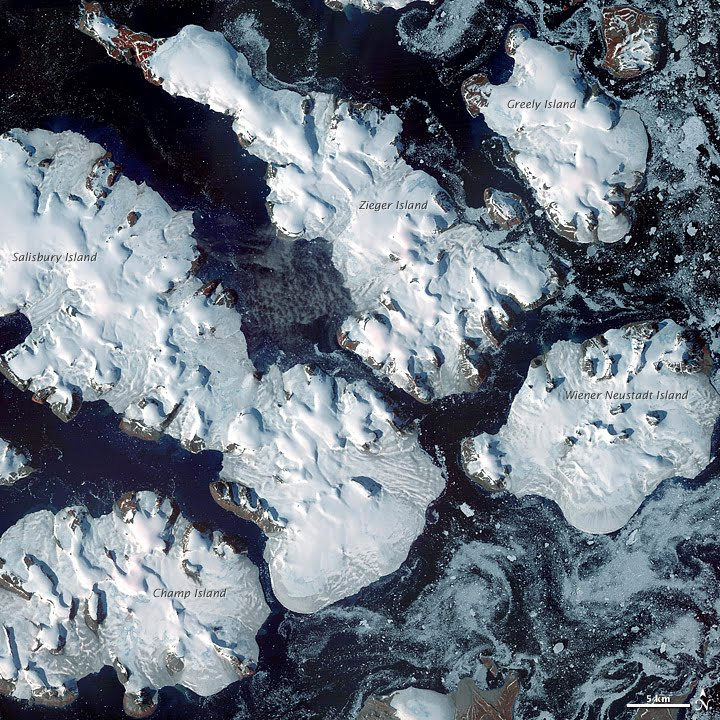
Various islands of Franz Josef Land